# ريزورتس وورلد لاس فيغاس
ريزورتس وورلد لاس فيغاس هو فندق وكازينو قيد الإنشاء يقع في لاس فيغاس ستريب،وينشستر،نيفادا،الولايات المتحدة.من المقرر افتتاحه في صيف 2021.